# British Ladies' Football Club

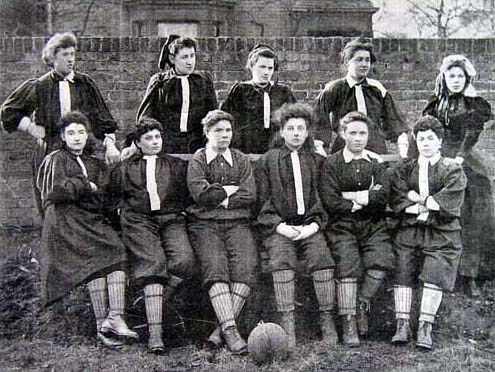
British Ladies' Football Club, đội "North", 23 tháng 3 năm 1885

British Ladies' Football Club là một đội bóng đá nữ thành lập ở Anh Quốc năm 1885. Người đỡ đầu của đội là Lady Florence Dixie, một quý tộc người Dumfries, và đội trưởng của đội là Nettie Honeyball (tên thật có thể là Mary Hutson).
Trận đấu công khai đầu tiên của đội diễn ra ở Crouch End, Luân Đôn vào ngày 23 tháng 3 năm 1895, giữa các đội đại diện cho 'Miền Bắc' và 'Miền Nam'. Miền Bắc thắng 7–1 trước sự chứng kiến của 11.000 khán giả.

## Quan điểm lịch sử

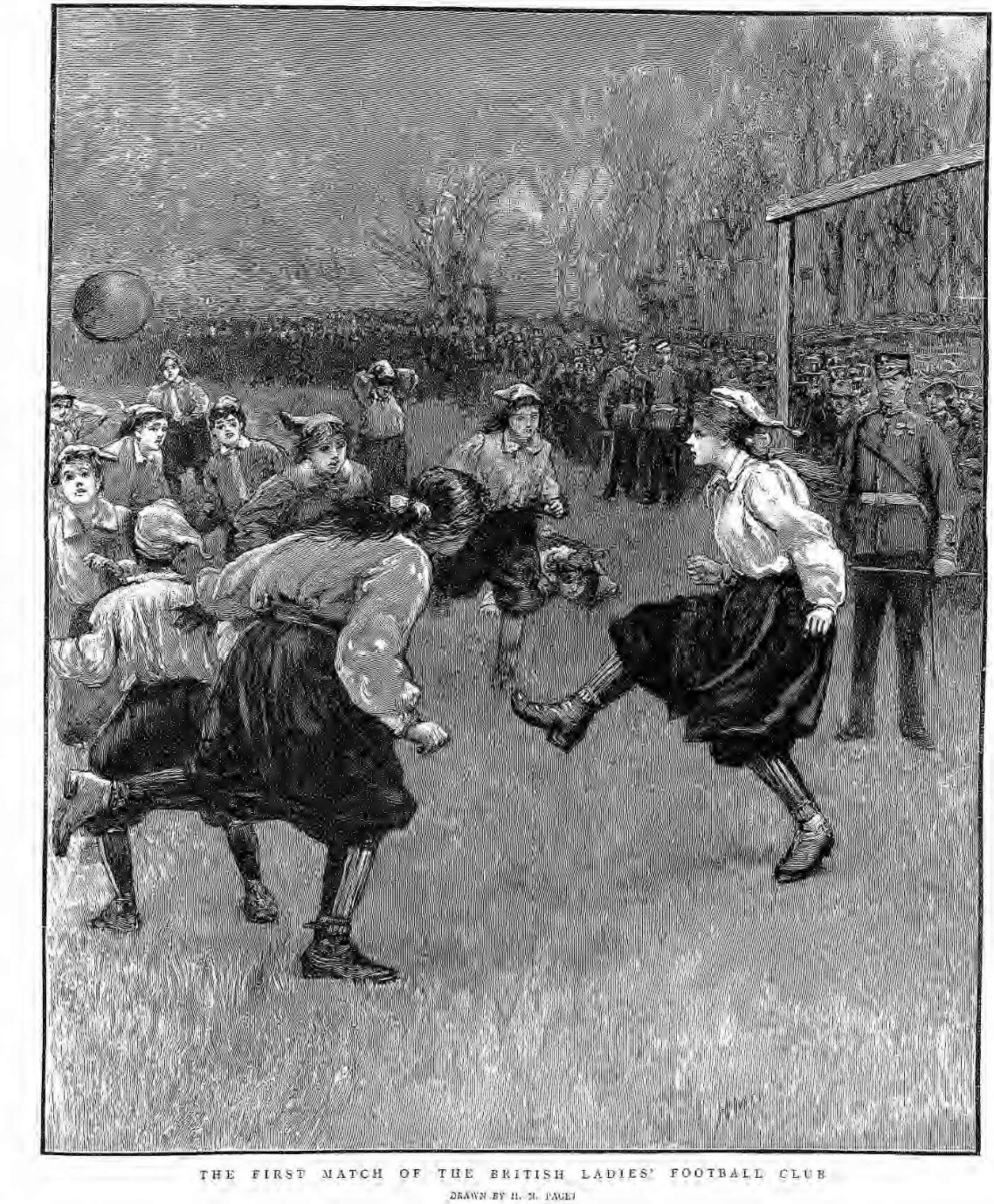
"Trận đấu đầu tiên của British Ladies' Football Club", 1895

Vào thế kỷ 19, phụ nữ chỉ thi đấu bóng đá như một hình thức lễ nghi khi kết hôn. Ở Inverness, các phụ nữ độc thân sẽ chơi một trận bóng với phụ nữ đã có chồng, còn những người đàn ông độc thân muốn tìm một nửa của mình sẽ theo dõi trận đấu. Trận đấu của nữ đầu tiên được ghi chép lại diễn ra vào ngày 9 tháng 5 năm 1881, tại Sân vận động Easter Road của Edinburgh. Trận đấu được ghi là trận giao hữu quốc tế giữa Scotland và Anh.
Chỉ một tuần sau vào ngày 20 tháng 5 năm 1881, các đội lại thi đấu ở Glasgow trước 5.000 khán giả. Trận đấu bị hủy bỏ sau khi khán giả tràn vào sân khiến các cầu thủ nữ bị "xô đẩy một cách thô bạo", và bị một nhóm người truy đuổi khi họ rời khỏi sân. Các trận đấu sau đó tiếp tục tái diễn tình trạng tràn vào sân, khiến việc giới thiệu bóng đá nữ bị ngưng trệ.
Người ta không rõ những người tràn vào sân đó đã hành động vì điều gì. Trong khi đó báo chí thời gian này không hề che giấu sự coi thường ngoại hình, trang phục, vào tiêu chuẩn chơi bóng, cùng với đó là lời khẳng định bóng đá là một trò chơi sức mạnh không thích hợp với phái nữ.

## Thành lập
Ý định thành lập một câu lạc bộ mới được hình thành bởi Alfred Hewitt Smith trong đó Nettie Honeyball là người đứng đầu British Ladies Football Club khi câu lạc bộ ra đời ngày 1 tháng 1 năm 1895. Lady Florence Dixie, con gái út của Hầu tước Queensbury, đóng vai trò là chủ tịch và nhà tài trợ. Vào năm 1894, tờ Daily Graphic đăng một mục quảng cáo tìm người quan tâm tới việc thành lập một câu lạc bộ bóng đá của nữ thu hút 30 phụ nữ. Họ tập hai lần một tuần với sự hướng dẫn của tiền vệ Bill Julian của Tottenham Hotspur.

## Sự đón nhận
Câu lạc bộ được chia thành một đội phía bắc và một đối phía nam. Ngày 23 tháng 3 năm 1895, 10.000 khán giả theo dõi trận đấu đầu tiên tại Crouch End, Luân Đôn. Không giống như các trận đấu năm 1881, các cầu thủ không cần còn mặc coóc-xê:xvi và ủng cao gót khi thi đấu, thay vào đó là giầy của nam với cỡ phù hợp. Họ vẫn phải đeo mũ bêrê; trận đấu sẽ dừng lại nếu cầu thủ đánh đầu và bóng làm mũ hoặc kẹp tóc bị lệch đi và tiếp tục khi cầu thủ chỉnh đốn xong.